# Flowers in the Dirt
Albums de Paul McCartney
Снова в СССР
(1989) Tripping the Live Fantastic
(1990)
Flowers in the Dirt est le huitième album studio de Paul McCartney sorti en 1989.

## Description
Il s'agit du premier travail véritablement inédit du musicien depuis Press to Play. En 1988, alors qu'il s'apprête à remonter sur scène, McCartney lance en effet les enregistrements de cet album. Une partie des chansons ont été composées avec Elvis Costello. Il forme par ailleurs un groupe qui l'accompagne également sur son album suivant, Off the Ground et dans deux tournées.
Il s'entoure également d'autres musiciens comme David Gilmour de Pink Floyd, mais aussi de producteurs de renom comme George Martin et Trevor Horn. L'album s'accompagne de plusieurs singles et d'une grande opération marketing. Le concept et la peinture de la couverture de l'album ont été de Brian Clarke; Linda McCartney a pris la photo de couverture.
Le succès est au rendez-vous et permet à McCartney de renouer avec le succès comme à l'époque de Tug of War. Bénéficiant de l'engouement pour les Beatles engendré par la publication de leur catalogue sur CD, l'album est propulsé en première place des charts britanniques (où il devient disque de platine) et dans plusieurs autres pays. Aux États-Unis, même s'il n'est que 21e, il reste classé près d'une année dans le Billboard 200 et devient disque d'or.
La chanson Put It There est un hommage que fait Paul à son père décédé 13 ans auparavant.

## Liste des chansons
| 1. | My Brave Face                          | Paul McCartney, Declan MacManus | 3:18 |
| 2. | Rough Ride                             | Paul McCartney                  | 4:43 |
| 3. | You Want Her Too (avec Elvis Costello) | Paul McCartney, Declan MacManus | 3:11 |
| 4. | Distractions                           | Paul McCartney                  | 4:38 |
| 5. | We Got Married                         | Paul McCartney                  | 4:57 |
| 6. | Put It There                           | Paul McCartney                  | 2:07 |

| 7.  | Figure of Eight        | Paul McCartney                  | 3:25 |
| 8.  | This One               | Paul McCartney                  | 4:10 |
| 9.  | Don't Be Careless Love | Paul McCartney, Declan MacManus | 3:18 |
| 10. | That Day Is Done       | Paul McCartney, Declan MacManus | 4:19 |
| 11. | How Many People        | Paul McCartney                  | 4:14 |
| 12. | Motor of Love          | Paul McCartney                  | 6:18 |

| 13. | Où est le soleil? | Paul McCartney                  | 4:45 |
| 14. | Back on My Feet   | Paul McCartney, Declan MacManus | 4:24 |
| 15. | Flying to My Home | Paul McCartney                  | 4:15 |
| 16. | Loveliest Thing   | Paul McCartney                  | 3:58 |

## Fiche technique

### Interprètes
- Paul McCartney : chant, chœurs, basse, guitare acoustique, guitare douze cordes, guitare électrique, guitare mexicaine, sitar, tambourin, synthétiseur, piano, mellotron, celesta, harmonium, harmonica de verre, batterie, percussions, claquement de main, claquement de doigts
- Linda McCartney : harmonies vocales, claquement de main, Minimoog
- Hamish Stuart : harmonies vocales, guitare électrique, guitare acoustique, basse, percussions, chant, tambourin
- David Rhodes : guitare EBow
- Robbie McIntosh : guitare acoustique, guitare électrique
- David Gilmour : guitare électrique sur We Got Married
- Stephen Lipson : guitare électrique, basse, programmation de la batterie, claviers,
- Trevor Horn : claviers, claquement de mains
- Elvis Costello : chant, claviers, harmonies vocales
- David Foster : claviers
- Greg Hawkes : claviers
- Mitchell Froom : claviers
- Nicky Hopkins : piano
- Chris Davis : saxophone
- Chris White : saxophone
- Dave Bishop : saxophone
- Guy Barker : trompette
- Ian Harper : cuivres ténor
- John Taylor : cornet
- Tony Goddard : cornet
- Ian Peters : euphorium
- Jah Bunny : tongue styley
- Judd Lander : harmonica
- Clare Fisher : arrangements orchestraux sur Distractions
- Peter Henderson : programmation ordinateur
- Eddie Klien : programmation additionnelle de l'ordinateur
- Chris Whitten : batterie, percussions, batterie électronique, claquement de mains
- Dave Mattacks : batterie